# Liste von Gewerkschaften des Vereinigten Königreichs

## Gewerkschaftliche Dachverbände
- General Federation of Trade Unions (GFTU)
- Trades Union Congress (TUC)
- Scottish Trades Union Congress (STUC)

## Aktuelle Gewerkschaften
- Associated Society of Locomotive Engineers and Firemen ASLEF (www.aslef.org.uk)
- Association of Teachers and Lecturers ATL (www.askatl.org.uk)
- Bakers, Food and Allied Workers Union BFAWU (www.bfawu.org.uk)
- British Airline Pilots Association BALPA (www.balpa.org.uk)
- Broadcasting, Entertainment, Cinematograph and Theatre Union BECTU (www.bectu.org.uk)
- Ceramic and Allied Trades Union CATU (www.catu.org.uk)
- Communication Workers Union CWU (www.cwu.org)
- Community (trade union) www.community-tu.org
- Community and Youth Workers’ Union
- Connect - formerly the Society of Telecommunications Executives (STE)
- Educational Institute of Scotland EIS (www.eis.org.uk)
- EQUITY (actors) (www.equity.org.uk)(fuw.org.uk)
- First Division Association (senior civil servants) (www.fda.org.uk)
- Fire Brigades Union FBU (www.fbu.org.uk)
- GMB (General workers’ union) (www.gmb.org.uk)
- Graphical, Paper and Media Union GPMU (www.gpmu.org.uk)
- Hospital Consultants and Specialists Association HCSA (www.hcsa.com)
- Industrial Workers of the World IWW (www.iww.org.uk)
- International Union of Sex Workers (www.iusw.org)
- Musicians’ Union MU (www.musiciansunion.org.uk)
- National Association of Probation Officers NAPO (www.napo.org.uk)
- National Association of Schoolmasters Union of Women Teachers NASUWT (www.teachersunion.org.uk)
- National Union of Journalists NUJ (www.nuj.org.uk)
- National Union of Mineworkers NUM
- National Union of Rail, Maritime and Transport Workers RMT (www.rmt.org.uk)
- National Union of Teachers NUT (www.teachers.org.uk)
- Nautilus International
- Offshore Industry Liaison Committee OILC www.oilc.org.uk
- Professional Association of Teachers PAT (www.pat.org.uk)
- Prison Officers Association POA (www.poauk.org.uk)
- Professional Footballers’ Association PFA (www.givemefootball.com)
- Prospect (engineering, scientific, management and professional staff) (www.prospect.org.uk)
- Public and Commercial Services Union PCS (www.pcs.org.uk)
(325.000 Mitglieder)
- Royal College of Nursing RCN  (legally a professional society rather than a trade union)
- Society of Chiropodists and Podiatrists SCP (www.scpod.org)
- Society of Radiographers SoR (www.sor.org)
- Solidarity Federation (www.solfed.org.uk)
- Transport Salaried Staffs’ Association TSSA (www.tssa.org.uk)
- Undeb Cenedlaethol Athrawon Cymru (National Union of Teachers of Wales) UCAC (www.athrawon.com)
- UNIFI (trade union) (Financial services) (www.unifi.org.uk)
- Union of Construction, Allied Trades and Technicians UCATT (www.ucatt.org.uk)
- Union of Shop, Distributive and Allied Workers USDAW (www.usdaw.org.uk)
- Unison (öffentlicher Dienst, Gesundheitswesen) (www.unison.org.uk) 
(1,3 Mio. Mitglieder - 2005 + 155.000 Mitglieder)
- Unite the Union
- University and College Union (www.ucu.org.uk), Verschmelzung der AUT und der NATFHE
- The Writers’ Guild of Great Britain WGGB (www.writersguild.org.uk)

## Historische Gewerkschaften
- Altogether Builders’ Labourers and Constructional Workers’ Society
- Amalgamated Association of Carters and Motormen
- Amalgamated Carters, Lorrymen and Motormen’s Union
- Amalgamated Engineering and Electrical Union (AEEU)
- Amalgamated Marine Workers’ Union (AMWU)
- Amalgamated Society of Carpenters and Joiners (ASCJ)
- Amalgamated Society of Engineers, Machinists, Millwrights, Smiths and Pattern Makers (ASE)
- Amalgamated Society of Foremen Lightermen of River Thames
- Amalgamated Society of Watermen, Lightermen and Bargemen
- Associated Horsemen’s Union
- Association of Coastwise Masters, Mates and Engineers
- Association of University Teachers AUT (www.aut.org.uk). Jetzt mit der  NATFHE verschmolzen zur University and College Union (www.ucu.org.uk)
- Belfast Breadservers’ Association
- Belfast Journeymen Butchers’ Association
- Belfast Operative Bakers’ Union
- British Seafarers’ Union (BSU)
- Burnley, Nelson, Rossendale and District Textile Workers’ Union
- Cardiff, Penarth and Barry Coal Trimmers’ Union
- Chemical Workers’ Union
- Confederation of Health Service Employees (COHSE)
- Cumberland Enginemen, Boilermen and Electrical Workers’ Union
- Dock, Wharf, Riverside and General Labourers’ Union (DWRGLU)
- Dundee Pilots
- Electricity Supply Staff Association (Dublin)
- File Grinders’ Society
- Gibraltar Apprentices and Ex-Apprentices Union
- Gibraltar Confederation of Labour
- Gibraltar Labour Trades Union
- Government Civil Employees’ Association
- Grangemouth Pilots’ Association
- Greenock Sugar Porters’ Association
- Grimsby Steam and Diesel Fishing Vessels Engineers’ and Firemen’s Union
- Halifax and District Carters’ and Motormen’s Association
- Humber Amalgamated Steam Trawlers’ Engineers, and Firemen’s Union
- Imperial War Graves Commission Staff Association
- Irish Union of Hairdressers and Allied Workers
- Irish Mental Hospital Workers’ Union
- Iron and Steel Trades Confederation (ITSC)
- Iron, Steel and Wood Barge Builders and Helpers Association
- Labour Protection League
- Leith and Granston Pilots
- Liverpool and District Carters’ and Motormen’s Union
- London Co-operative Mutuality Club Collectors’ Association
- Lurgan Hemmers’ Veiners’ and General Workers’ Union
- Manchester Ship Canal Pilots’ Association
- Manufacturing Science and Finance (MSF)
- Methil Pilots
- National Amalgamated Coal Workers’ Union
- National Amalgamated Labourers’ Union
- National Association of Operative Plasterers
- National Amalgamated Stevedores’ and Dockers’ Society
- National Amalgamated Union of Enginemen, Firemen, Mechanics, Motormen and Electrical Workers
- National Association of Local Government Officers (NALGO)
- National Association of Teachers in Further and Higher Education NATFHE (www.natfhe.org.uk). Jetzt mit der AUT verschmolzen zur University and College Union (www.ucu.org.uk)
- National Association of Youth Hostel Wardens
- National Glass Bottle Makers’ Society
- National Glass Workers’ Trade Protection Association
- National Union of British Fishermen
- National Union of Co-operative Insurance Society Employees
- National Union of Dock Labourers (NUDL)
- National Union of Dyers, Bleachers and Textile Workers
- Miners’ Federation of Great Britain
- National Union of Agricultural and Allied Workers
- National Union of Docks, Wharves and Shipping Staffs
- National Union of Knitwear, Footwear & Apparel Trades (KFAT)
- National Union of Marine, Aviation and Shipping Transport Officers (NUMAST)
- National Union of Public Employees (NUPE)
- National Union of Railwaymen (NUR)
- National Union of Seamen (NUS)
- National Union of Shale Miners and Oil Workers
- National Union of Ships’ Clerks, Grain Weighers and Coalmeters
- National Union of Ship’s Stewards (NUSSCBB)
- National Union of Vehicle Builders
- National Union of Vehicle Workers
- National Winding and General Engineers’ Society
- North of England Engineers’ and Firemen’s Amalgamation
- North of England Trimmers’ and Teemers Association
- North of Ireland Operative Butchers’ and Allied Workers’ Association
- North of Scotland Horse and Motormen’s Association
- North Wales Craftsmen and General Workers’ Union
- North Wales Quarrymen’s Union
- Northern Carpet Trades Union
- Northern Ireland Textile Workers’ Union
- Northern Textile and Allied Workers’ Union
- Operative Bricklayers’ Society (OBS)
- Port of Liverpool Staff Association
- Port of London Deal Porters’ Union
- Portadown Textile Workers’ Union
- Power Loom Tenters’ Trade Union of Ireland
- Process and General Workers’ Union
- Radcliffe and District Enginemen and Boilermen’s Provident Society
- Scottish Busmen’s Union
- Scottish Commercial Motormen’s Union
- Scottish Farm Servants’ Association
- Scottish Seafishers’ Union
- Scottish Slaters, Tilers, Roofers and Cement Workers’ Society
- Scottish Textile Workers’ Union
- Scottish Transport and General Workers’ Union (Docks)
- Scottish Union of Dock Labourers (SUDL)
- Sheffield Amalgamated Union of File Trades
- Staff Association for Royal Automobile Club Employees
- Union of Bookmakers Employees
- Union of Kodak Workers
- United Cut Nail Makers of Great Britain Protection Society
- United Fishermen’s Union
- United Order of General Labourers
- United Vehicle Workers
- Watermen, Lightermen, Tugmen and Bargemen’s Union
- Weaver Watermen’s Association
- Workers’ Union